# Ґодзьо (Нара)
Ґодзьо (яп. 五條市, ごじょうし, ґодзьо сі ) — місто в Японії, у західній частині префектури Нара.
Засноване 15 жовтня 1957 року шляхом злиття таких населених пунктів:
- містечка Ґодзьо повіту Уті (宇智郡五條町),
- містечка Нохара (野原町),
- села Макіно (牧野村),
- села Кіта-Уті (北宇智村),
- села Уті (宇智村),
- села О-Ада (大阿太村),
- села Мінамі-Ада (南阿太村),
- села Сакааїбе (阪合部村).

Ґодзьо лежить у гористій місцевості, в середній течії річки Йосіно. Протягом багатьох століть тут був пункт звозу деревини та лісоматеріалів. Дотепер основу економіки міста становлять заготівля деревини та лісопереробна промисловість. Також поширене вирощування хурми.
У Ґодзьо міститься старовинний буддистський монастир Ейдзандзі, заснований 719 року, восьмикутна зала якого та дзвіниця зараховані до національних скарбів Японії, а також скеля біля річки Уті з текстом «Сутри Серця» 776 року.
Ґодзьо відоме як місце формування в 1863 році організації безпритульних самураїв «Загону Небесної кари», який наприкінці періоду Едо підняв повстання проти сьоґунату Токуґава, але зазнав поразки від урядових військ.